# Bill Gulliver
Bill Gulliver, właśc. William John Gulliver (ur. 28 grudnia 1912 w Sheffield) – rodezyjski (zimbabwejski) strzelec sportowy, olimpijczyk. 
Startował w reprezentacji Federacji Rodezji i Niasy na igrzyskach olimpijskich w 1960 w Rzymie w trapie, ale odpadł w kwalifikacjach.